# Капелан Його Святості

Геральдична форма для гербу Капелана Його Святості

Капелан Його Святості (лат. Cappellanis Sanctitatis Suae) — католицький священик, якому цей титул надав Папа Римський. Капеланів Його Святості прийнято називати монсеньйорами, також вони мають певні привілеї в питаннях церковного одягу.
До особливого рескрипту папи Павла VI Pontificalis Domus від 28 березня 1968 капелани Його Святості називалися таємними камергерами (італ. Cameriere di spada e cappa — Камергер Меча і Мантії). Павло VI цю посаду ліквідував, і ті священики, які раніше називалися позаштатними Таємними камергерами, продовжили бути частиною Папського Дому під назвою Капелани Його Святості. Нижчі ранги Таємних камергерів були скасовані.
Час походження Капеланів відноситься до часу Папи Римського Урбана VIII. Їхня служба не оплачується починаючи з понтифікату Папи Римського Пія VI. Документ щодо їх призначення, взагалі наданий на вимогу їх єпископа, складений Державним Секретаріатом Ватикану.